# ISO 3166-2:DK
ISO 3166-2:DK — стандарт Международной организации по стандартизации, который определяет геокоды. Является подмножеством стандарта ISO 3166-2, относящимся к Дании. Стандарт охватывает 5 областей Дании. Каждый геокод состоит из двух частей: кода Alpha2 по стандарту ISO 3166-1 для Дании — DK и дополнительного кода числа, записанных через дефис. Дополнительный код образован двухсимвольным числом. Геокоды областей Дании являются подмножеством кодов домена верхнего уровня — DK, присвоенного Дании в соответствии со стандартами ISO 3166-1.

## Геокоды Дании

Геокоды областей Дании
по стандарту ISO 3166-2:DK

Геокоды 5 областей административно-территориального  деления Дании.
| Геокод | Административная единица | Статус  |
| ------ | ------------------------ | ------- |
| DK-85  | Зеландия                 | область |
| DK-84  | Ховедстаден              | область |
| DK-81  | Северная Ютландия        | область |
| DK-82  | Центральная Ютландия     | область |
| DK-83  | Южная Дания              | область |

Геокоды Гренландии и Фарерских островов, входящих в состав Королевства Дании по стандарту ISO 3166-1
| Название          | Alpha2 | Alpha3 | цифровой | Геокод по ISO 3166-2 | Статус            |
| ----------------- | ------ | ------ | -------- | -------------------- | ----------------- |
| Фарерские острова | FO     | FRO    | 234      | не присвоен          | автономный регион |
| Гренландия        | GL     | GRL    | 304      | не присвоен          | автономный регион |

## Геокоды пограничных Дании государств
- Германия — ISO 3166-2:DE (на юге),
- Бельгия — ISO 3166-2:BE (на юге),
- Канада — ISO 3166-2:CA) (на юго-западе, морская граница Гренландии).